# Longitarsus danieli
Longitarsus danieli es una especie de insecto coleóptero de la familia Chrysomelidae.
Fue descrita científicamente en 1962 por Mohr.